# جیمی وایلت
جیمی مایکل وِیلت (به انگلیسی: Jamie Waylett) (متولد ۲۱ ژوئیه ۱۹۸۹) یک بازیگر انگلیسی است که ایفاگر نقش وینست کراب در مجموعه فیلم‌های هری پاتر بود. ویلت متولد کیلبورن لندن است. همچنین وی چندین سابقه جنایی از جمله دردست داشتن کوکتل مولوتف در آشوب‌های لندن دارد.